# АД Ґішулс
«Ґішулс» (ісп. Guíxols) — каталонська футбольна команда з міста Сан-Фаліу-да-Ґішулс в провінції Барселона. Клуб заснований в 1914 році, домашні матчі проводить на стадіоні «Ґішулс-Арена», який вміщає 2,500 глядачів.